# Мещеряков Юрій Олексійович
Юрій Олексійович Мещеряков (2 квітня 1948, село Парабель, тепер Парабельського району Томської області, Російська Федерація) — радянський і казахський діяч, секретар ЦК КП Казахстану, 1-й секретар Павлодарського обласного комітету КП Казахстану. Депутат Верховної ради Казахської РСР 11-го скликання. Народний депутат СРСР (1989—1991).

## Життєпис
У 1967 році закінчив Алма-Атинський будівельний технікум.
У 1967—1978 роках — тесляр будівельно-монтажного управління «Текстильбуд», майстер, виконроб, старший виконроб, головний інженер будівельно-монтажного управління № 27, начальник будівельно-монтажного управління № 24 тресту «Алмаатапромбуд».
У 1973 році закінчив Казахський політехнічний інститут імені Леніна, інженер-будівельник.
Член КПРС з 1976 року.
У 1978—1979 роках — інструктор Алма-Атинського міського комітету КП Казахстану.
У 1979—1981 роках — керуючий тресту «Алмаатапромбуд».
У 1981—1982 роках — завідувач сектору ЦК КП Казахстану.
У 1982—1985 роках — секретар, 2-й секретар Алма-Атинського міського комітету КП Казахстану.
У 1985—1987 роках — 1-й секретар Октябрського районого комітету КП Казахстану міста Алма-Ати.
14 березня 1987 — 1 листопада 1988 року — секретар ЦК КП Казахстану.
У 1988 році закінчив Академію суспільних наук при ЦК КПРС, викладач наукового комунізму.
У жовтні 1988 — січні 1991 року — 1-й секретар Павлодарського обласного комітету КП Казахстану.
Одночасно, в березні 1990 — січні 1991 року — голова Павлодарської обласної ради народних депутатів.
У січні — листопаді 1991 року — заступник міністра вугільної промисловості СРСР — начальник управління будівництва в західних районах СРСР Міністерства вугільної промисловості СРСР.
У грудні 1991 — квітні 1993 року — заступник президента корпорації «Вугілля Росії».
З квітня 1993 року — генеральний директор ТОВ «Торгбуд» у Московській області.
Подальша доля невідома.